# Zaria Lenińsk Kuźniecki
Zaria Lenińsk Kuźniecki (ros. Футбольный клуб «Заря» Ленинск‑Кузнецкий, Futbolnyj Kłub "Zaria" Leninsk Kuznieckij) – rosyjski klub piłkarski z siedzibą w Lenińsku Kuźnieckim w obwodzie kemerowskim.

## Historia
Chronologia nazw:
- 1989–1991: Szachtior Lenińsk Kuźniecki (ros. «Шахтёр» Ленинск‑Кузнецкий)
- 1992–1999: Zaria Lenińsk Kuźniecki (ros. «Заря» Ленинск‑Кузнецкий)
- 2000–2001: Szachtior Lenińsk Kuźniecki (ros. «Шахтёр» Ленинск‑Кузнецкий)
- 2002–2003: Zaria-UOR Lenińsk Kuźniecki (ros. «Заря»-УОР Ленинск‑Кузнецкий)
- 2004–2009: Zaria Lenińsk Kuźniecki (ros. «Заря» Ленинск‑Кузнецкий)
- 2010–...: Zaria-SUEK Lenińsk Kuźniecki (ros. «Заря»-СУЭК Ленинск‑Кузнецкий)

Piłkarska drużyna Szachtior została założona w 1989 w mieście Lenińsk Kuźniecki.
W latach 1990–1991 występował w Drugiej Niższej Lidze, strefie 10 Mistrzostw ZSRR.
W Mistrzostwach Rosji klub pod nazwą Zaria Lenińsk Kuźniecki debiutował w Drugiej Lidze, strefie 6. Zajął 1 miejsce i awansował do Pierwszej Ligi, strefy wschodniej, w której występował przez 5 sezonów. Od 1998 występował w Drugiej Dywizji, strefie wschodniej, z wyjątkiem lat 2000–2004, kiedy spadł do Amatorskiej Ligi. Klub nazywał się również Szachtior Lenińsk Kuźniecki i Zaria-UOR Lenińsk Kuźniecki. W 2004 przywrócił nazwę Zaria Lenińsk Kuźniecki. Po zakończeniu sezonu 2007 ponownie spadł do Amatorskiej Ligi.
Obecnie występuje w rozgrywkach lokalnych.

## Sukcesy
- Druga Niższa Liga, strefa 10:
  - 15 miejsce: 1990
- Rosyjska Pierwsza Liga, strefa wschodnia:
  - 3 miejsce: 1993
- Puchar Rosji:
  - 1/4 finalista: 1997